# Romano Bonagura
Romano Bonagura   (Ravenna, 15 d'octubre de 1930 - Casalpusterlengo, 30 d'octubre de 2010) fou un pilot de bob italià que va competir durant les dècades de 1950 i 1960.
El 1964 va prendre part en els Jocs Olímpics d'Hivern d'Innsbruck, on disputà les dues proves del programa de bob. Guanyà la medalla de plata en la prova del bobs a dos, formant equip amb Sergio Zardini, mentre en el bobs a quatre finalitzà en quarta posició. En el seu palmarès també destaquen una medalla d'or, quatre de plata i una de bronze al Campionat del món de bob.